# Codice cifrato
Il codice cifrato è il risultato dell'utilizzo di un sistema crittografico per generare un codice che non risulta comprensibile se non utilizzando un sistema per decifrarlo.
Un codice cifrato si caratterizza per l'algoritmo di criptazione utilizzato ed eventualmente dalla chiave di decifrazione.

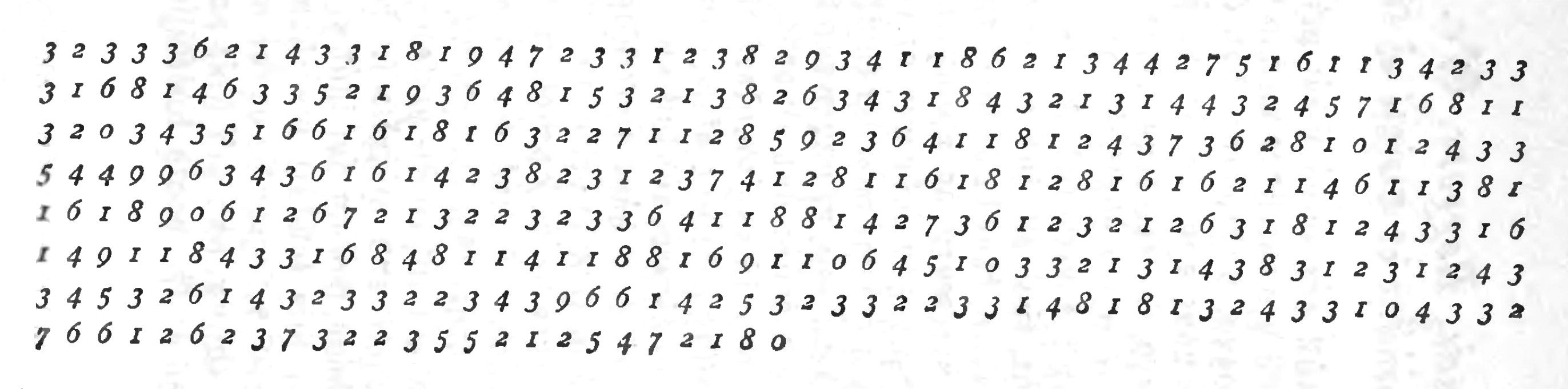
Esempio di codice cifrato, contenuto nel romanzo Il mistero del mare di Bram Stoker

## Esempio di codice cifrato senza chiave
Un semplicissimo esempio di codice cifrato senza chiave di decifrazione è il sistema ATBASH che consiste nel sostituire ciascuna lettera dell'alfabeto con la lettera dell'alfabeto che occupa la stessa posizione se l'alfabeto venisse scritto al contrario. In questo modo la "A" viene sostituita con la "Z", la "B" con la "Y", la "C" con la "X" e così via. Utilizzando questo sistema la parola "MELA" diventa "lVPZ". Ovviamente questo codice cifrato è facilmente decifrabile, infatti basta conoscere il modo in cui il sistema viene generato per recuperare il testo originale.

## Esempio di codice cifrato con chiave
Esiste anche una variante del sistema crittografico ATBASH nel quale viene utilizzata una chiave segreta, sostituendo ogni lettera che occupa la posizione n con la lettera che occupa la posizione n + x, dove x è un numero qualsiasi tra 1 e 26 utilizzato come chiave. Utilizzando questo sistema, solo chi conosce il valore del numero x può decifrare il messaggio; a meno che, vista la semplicità del sistema, si provino tutti i valori di x.